# ویاچسلاوکا
ویاچسلاوکا (به لاتین: Vyacheslavka) یک منطقهٔ مسکونی در روسیه است که در سرزمین آلتای واقع شده‌است.